# Нацату
Нацату (груз. ნაცატუ) — село в Грузии, на территории Зугдидского муниципалитета края (мхаре) Самегрело-Верхняя Сванетия.

## География
Село находится в западной части Грузии, к востоку от реки Малая Чхоуши, на расстоянии приблизительно 8 километров (по прямой) к северо-востоку от города Зугдиди, административного центра муниципалитета. Абсолютная высота — 302 метра над уровнем моря.

## Население
По результатам официальной переписи населения 2014 года в Нацату проживало 544 человека (267 мужчин и 277 женщин). В национальной структуре населения грузины составляли 100 %.
| Год  | Население, человек |
| ---- | ------------------ |
| 2002 | 717                |
| 2014 | ↘ 544              |